# Monstrilla grandis
Monstrilla grandis är en kräftdjursart som beskrevs av Giesbrecht 1891. Monstrilla grandis ingår i släktet Monstrilla och familjen Monstrillidae. Arten är reproducerande i Sverige. Inga underarter finns listade i Catalogue of Life.